# Chrysobothris picklesi
Chrysobothris picklesi es una especie de escarabajo del género Chrysobothris, familia Buprestidae. Fue descrita científicamente por Théry en 1938.